# 텔레리
텔레리(Teleri)는 톨킨의 세계관에 등장하는 요정 분파 중 하나이다. 발리노르로 떠나는 여정에 참여한 요정들 중 엘웨와 올웨를 따른 요정들을 의미한다.
텔레리들은 그 수가 다른 분파에 비해 많았고, 발리노르로 향하는 여정이 길었기 때문에 분파가 많았다. 텔레리의 분파로는 팔마리, 신다르, 난도르가 있다.
주요인물로는 텔레리의 지도자였던 엘웨와 올웨 그리고 그들의 친인척이거나 휘하에 있던 자들이 있다. 루시엔, 에아르웬, 켈레보른, 디오르, 님로스, 키르단, 마블룽, 벨레그, 다이론, 스란두일, 레골라스 등이 있다.
《실마릴리온》, 《반지의 제왕》, 《호빗》의 작중에서 같은 요정 종족인 놀도르와 비극적인 인연으로 중요하고 비극적인 관계로 이어진다.

## 기원과 분화
텔레리의 기원은 쿠이비에넨 호수에서 세번째로 깨어난 요정 에넬의 이름을 딴 넬랴르(Nelyar)이다. 넬랴르는 그 수가 74명으로 나머지인 미냐르(Minyar)와 타탸르(Tatyar)에 비해서 많았다.
이후 발리노르에서 발라들의 부름을 받자 넬랴르 중 1/3은 가운데 땅에 남아 아바리가 되었고, 발리노르로 가기로 결정한 나머지 넬랴르는 노래 부르는 요정이라는 의미의 린다르(Lindar)로 불린다.
이후 린다르가 에레드 루인(안두인 대하)에 도달했을 때, 요정들은 강 건너에 하늘을 찌를 듯이 솟아있던 안개산맥을 보게 된다. 거대한 산을 보고 발리노르로 갈 의지를 잃은 일부 린다르는 그대로 그곳에 정착하였고 이들은 숲요정 난도르(Nandor)가 된다.
이후 나머지 린다르들은 여정을 계속하였다. 그러던 중 이들을 이끌던 엘웨가 멜리안의 마법에 빠져 22년 동안 실종되자 그를 따르던 린다르는 그대로 여정을 멈추고 엘웨를 기다린다. 기다림에 지친 린다르는 엘웨를 계속 기다리는 무리와 올웨를 따라 발리노르로 가는 무리로 나뉘게 된다. 이후 엘웨가 멜리안과 돌아왔을 때 엘웨는 이름을 회색망토라는 뜻의 싱골로 바꾸었고, 그를 기다렸던 무리는 회색요정 신다르(Sindar)가 된다. 신다르는 벨레리안드에서 요정왕국 도리아스를 세우고 정착한다. 신다르는 벨리리안드 서안에 살았던 팔라스림(Falathrim), 숲에 살았던 이아스림(Iathrim), 미스림 지역에 살았던 미스림(Mithrim)으로 나뉜다.
올웨가 이끄는 이들은 무사히 발리노르에 도착하였고, 바다요정이라는 뜻의 팔마리(Falmari)가 된다.이들은 알쿠알론데에 정착해 살았다.
린다르는 여정 중 이런저런 이유로 인해 발리노르에 가장 늦게 도착하였기 때문에 마지막이라는 뜻의 Tel이 앞에 들어간 텔레리(Teleri)라고 불리게 된다.
텔레리 중 팔마리는 두 영생목의 빛을 목격하였기 때문에 칼라퀜디로 분류되고, 신다르와 난도르는 모리퀜디로 분류된다. 다만 신다르의 왕 싱골은 발리노르에 사절로 방문했을 때 나무의 빛을 목격하였기에 칼라퀜디로 취급된다.

## 행적
올웨를 따라 발리노르에 도착한 팔마리는 아만의 해안가에 알쿠알론데라는 도시를 짓고 번영을 누린다. 하지만 모르고스가 훔쳐간 실마릴을 되찾으려고 혈안이 된 페아노르가 일으킨 동족살상에 의해 큰 피해를 입고 배를 뺏긴다. 이때 올웨의 아들이 죽었고 많은 팔마리들이 만도스의 전당으로 떠난다.
엘웨를 따르는 신다르는 벨레리안드에 정착한다. 엘웨는 이름을 싱골로 바꾼 뒤 요정 왕국 도리아스를 세운다. 도리아스는 마이아 멜리안의 가르침을 받으며 크게 번영하였고, 망명 놀도르들이 벨레리안드로 건너와 왕국을 세우기 전까지는 벨레리안드 대부분을 다스렸다. 또한 멜리안의 장막이라는 안개장막에 의해 보호되고 있었기 때문에 싱골과 멜리안이 허락하지 않는 이들은 출입할 수 없었다. 하지만 놀도르들이 몰고온 실마릴의 저주에 의해 싱골이 살해당하자 멜리안의 장막은 사라져버렸고, 실마릴을 노린 페아노리안의 동족살상으로 인해 도리아스는 멸망했다.
난도르는 역사에 기록되지 않다가, 요정들이 쇠퇴한 태양의 시대에 신다르 왕족을 지도층으로 받아들인다.

## 같이 보기
요정 (가운데땅)
바냐르
놀도르
신다르
난도르
신다린
싱골